# Bruno Gentili (giornalista)
Bruno Maria Gentili (Valmontone, 23 maggio 1954) è un giornalista e telecronista sportivo italiano.

## Biografia
Fa il suo esordio alla radio nel 1978, come spalla di affermati radiocronisti come Enrico Ameri e Sandro Ciotti, ma è nel 1983 che debutta ufficialmente come radiocronista, commentando il match di serie B Lazio-Cremonese, terminato 1-1. Dopo il ritiro di Ciotti, avvenuto nel 1996, diventa la "seconda voce" nella radiocronaca delle partite nella trasmissione Tutto il calcio minuto per minuto. Insieme a Riccardo Cucchi commenta anche le gare della Nazionale di calcio italiana, effettuando inoltre le interviste dai ritiri anche nella spedizione vincente dei Mondiali di Germania 2006. Da inviato ha seguito inoltre diverse edizioni dei Giochi Olimpici.
Il 13 gennaio 2007 effettua la sua ultima radiocronaca (Torino-Inter 1-3) per passaggio di grado, diventando vice direttore responsabile di Rai Sport (Massimo De Luca viene nominato direttore). In seguito appare in maniera saltuaria in video durante i telegiornali sportivi per commentare eventi importanti accaduti nella giornata e durante la trasmissione Quelli che... il calcio insieme a Gian Piero Galeazzi. È stato anche la voce ufficiale dei DVD Campionato io ti amo, in collaborazione con Rai Sport e la Gazzetta dello Sport.
Dalla stagione 2008-2009 affianca in studio Enrico Varriale per la trasmissione domenicale delle interviste post-partita su Rai 2, Stadio Sprint, mentre dalla stagione 2009-2010, oltre alla presenza fissa in Stadio Sprint condotto dallo stesso Varriale, è anche opinionista durante le partite della Champions League, insieme a Marino Bartoletti, nella trasmissione 90º minuto Champions, condotta da Paola Ferrari. Il 10 agosto 2010 affianca Marco Civoli nella telecronaca Rai della prima partita della Nazionale, succedendo poi a Civoli in tale ruolo e diventando il telecronista ufficiale dal 3 settembre 2010, in occasione della partita di qualificazione a Euro 2012 Estonia-Italia (1-2), fino al 14 novembre 2012 (amichevole contro la Francia a Parma), venendo poi sostituito da Stefano Bizzotto; è il terzo radiocronista Rai della storia divenuto poi telecronista della Nazionale (dopo Nicolò Carosio e Nando Martellini).
Vice-direttore di Rai Sport, in occasione del Campionato europeo di calcio 2016 in Francia conduce la trasmissione dallo studio per Rai 1 insieme ad Andrea Fusco. Dal 2 agosto al 27 novembre 2018 è direttore ad interim di Rai Sport a seguito delle dimissioni di Gabriele Romagnoli. Nel 2021 sarà poi anche opinionista di Notti Europee in  occasione dell’Europeo.